# Mogilnica
Mogilnica [pronunciación en polaco: /mɔɡilˈnit͡sa/] es un pueblo ubicado en el distrito administrativo de Gmina Siedliszcze, dentro del Condado de Chełm, Voivodato de Lublin, en Polonia oriental. Se encuentra aproximadamente a 4 kilómetros al este de Siedliszcze, a 20 kilómetros al oeste de Chełm, y a 46 kilómetros al este de la capital regional Lublin.